# Andrachne maroccana
Andrachne maroccana là một loài thực vật có hoa trong họ Diệp hạ châu. Loài này được Ball mô tả khoa học đầu tiên năm 1875.